# يراع

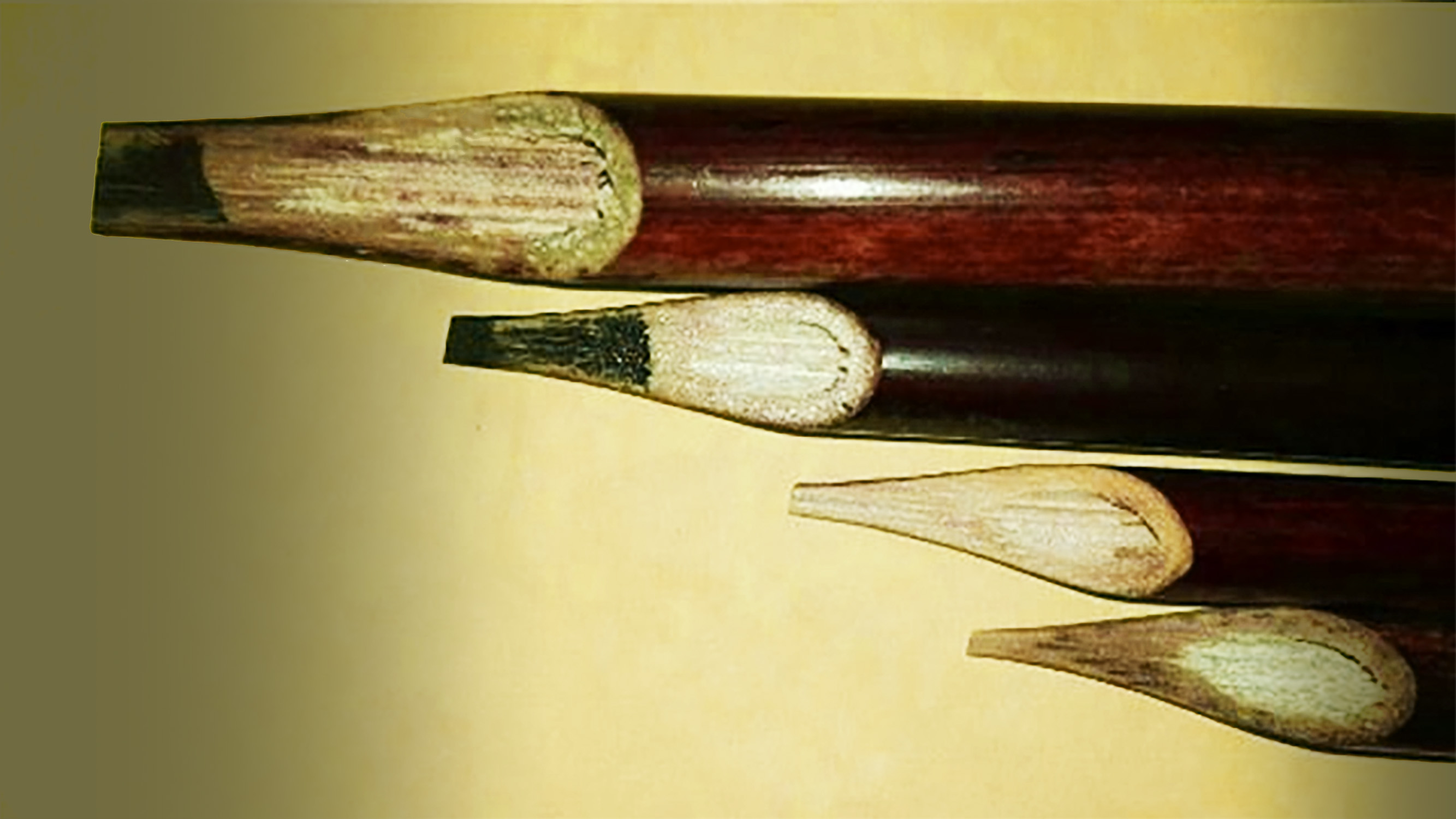
أطراف اليراع مقطوعة ملطخة بالحبر

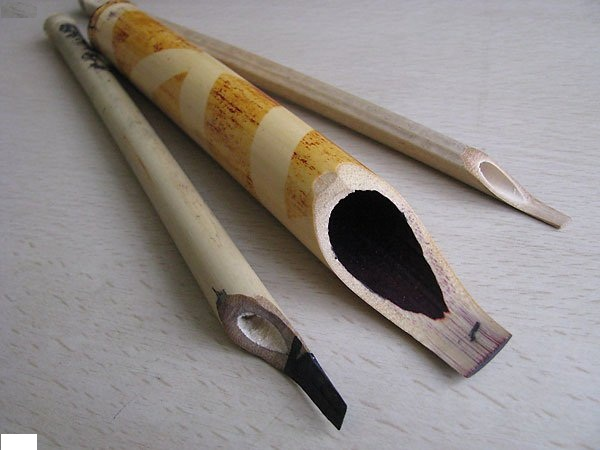
يراع ذو أقطار مختلفة

اليراع، والواحدة اليراعة، هو القصب في اللغة، أو قلم يتخذ من القصب، أو القصب الذي يتخذ منه الأقلام. وروي ان أول ما خلق الله اليراع، ثم خلق من اليراع القلم. ويُقَلَّم اليراع كما تقلم الأظافر، ليغمس في المداد وهو تلك المادة السوداء التي تسمى الحِبْر للكتابة، ويوضع في دواة التي يقال لها أيضاً الرقيم والنون. قال الشاعر حافظ إبراهيم:
وقال الشاعر الأندلسي ابن خفاجة:
وقال الشاعر تامر الملاط: